# Dušan Vignjević
Dušan Vignjević, srbski general, * 7. januar 1900, † 8. april 1966.

## Življenjepis
Vignjević je med prvo svetovno vojno dezertiral iz avstro-ogrske vojske in se pridružil Jugoslovanskemu prostovoljskemu odredu. Med aprilom 1941 in majem 1945 je bil kot polkovnik VKJ v nemškem vojnem ujetništvu.
Po vojni je bil načelnik Pehotnega šolskega centra, načelnik katedre VVA JLA, ...